# Prophetstown
Prophetstown is een plaats (city) in de Amerikaanse staat Illinois, en valt bestuurlijk gezien onder Whiteside County.

## Demografie
Bij de volkstelling in 2000 werd het aantal inwoners vastgesteld op 2023. In 2006 is het aantal inwoners door het United States Census Bureau geschat op 1952, een daling van 71 (-3,5%).

## Geografie
Volgens het United States Census Bureau beslaat de plaats een oppervlakte van 3,6 km², waarvan 3,5 km² land en 0,1 km² water. Prophetstown ligt op ongeveer 187 m boven zeeniveau.
Prophetstown ligt aan de Rock River, een zijrivier van de Mississippi met een lengte van naar schatting 459 kilometer.

## Plaatsen in de nabije omgeving
De onderstaande figuur toont nabijgelegen plaatsen in een straal van 20 km rond Prophetstown.